# Венёв (станция)
Венёв — железнодорожная станция Московской железной дороги. Основана в 1903 году. Расположена в городе Венёв Тульской области на линии Ожерелье — Елец. Промежуточная станция для всех поездов, следующих через неё. Не электрифицирована.

## Архитектура
Двухэтажное кирпичное здание в псевдоготическом стиле выстроено в 1899 году и только в 1904 году началось регулярное движение на Москву В то время станция Венёв была конечной станцией венёвской ветви Рязанско-Уральской железной дороги. Здесь же располагался круг для разворота паровозов и локомотивное депо. При станции находился хлебный склад купца Н. П. Брускова.
Для работы железной дороги также в 2 км от станции на берегу Венёвки построена водокачка и здание насосной станции, выполненные в едином архитектурном стиле. с остальными сооружениями. Внутри располагается мемориальный стенд в память о «железнодорожном короле» Карле фон Мекке и его бюст.

### Музей железнодорожной техники под открытым небом
Музей открыт в 2013 году. На площади железнодорожного вокзала и в привокзальном сквере установлены два паровоза, бронеавтомобиль БА-11, товарный вагон 1930-х годов, теплушка, изготовленный в 1907 году рельс, а также установлен памятник основатель завода ЗИЛ Ивану Алексеевичу Лихачёву (1896—1956), уроженцу г. Венёв. Посетителей станции встречает скульптура девушки, держащей хлеб с солью. Около водонапорной башни скульптурная композиция, состоящая из пушки и витязя.

## История
Когда началось движение поездов через Ясную Поляну, обнаружилось, что в связи с удобствами для крестьян (возможность быстро добраться до отдалённых рынков, где можно продать продукцию дороже) большая часть их начало продавать свои товары тамошним купцам, а венёвские купцы начали нести убытки. Для изменения ситуации было решено построить железную дорогу, проходящую через город Венёв. Руководить строительством был назначен Фон Мекк.
Начато строительство в 1903, станция была открыта в 1904 в 1 версте от города для того, чтобы дать возможность заработать извозчикам на маршруте «вокзал-город», который оказался столь востребованным и доходным, что городская дума приняла специальные подробные правила для перевозки людей.
Станция была конечной до Первой мировой войны, когда выявился недостаток железных дорог, ведущих на юг. Поэтому в 1916—1917 линия была продлена силами австрийских военнопленных до Узловой. После окончания войны необходимость в линии отпала, и в 1921—1933 она не использовалась. В 1933—1935 ветка была восстановлена, параллельно был проложен 2-й путь. Линия получила наименование «железная дорога Москва — Донбасс».
Во время войны город был оккупирован с 24 ноября до 9 декабря 1941. Железная дорога не была разрушена, но локомотивы эвакуированы в самый последний момент: поезда даже не удалось заправить топливом, и машинист вынужден был использовать грузы — вместо воды — свежая рыба, вместо угля — мебель.
С 1 ноября 2019 года на станции Венёв останавливаются ежедневные пассажирские поезда № 603/604 Москва-Павелецкая — Москва-Киевская и Москва-Киевская — Москва-Павелецкая.

## Современность
На станции останавливаются 3 пары поездов дальнего следования (Санкт-Петербург — Волгоград, Москва — Воронеж, Москва-Павелецкая — Москва Киевская) и 3 пары пригородных поездов сообщением Ожерелье — Узловая/Урванка/Новомосковск I.
По состоянию на декабрь 2019 года через станцию курсируют следующие поезда дальнего следования:
| Круглогодичное обращение поездов | Круглогодичное обращение поездов                      | Круглогодичное обращение поездов | Круглогодичное обращение поездов                      |
| № поезда                         | Маршрут движения                                      | № поезда                         | Маршрут движения                                      |
| -------------------------------- | ----------------------------------------------------- | -------------------------------- | ----------------------------------------------------- |
| 25 «Воронеж»                     | Москва — Воронеж                                      | 26 «Воронеж»                     | -                                                     |
| 89                               | Санкт-Петербург — Волгоград                           | 90                               | Волгоград — Санкт-Петербург                           |
| 603                              | Москва (Павелецкий вокзал) — Москва (Киевский вокзал) | 604                              | Москва (Киевский вокзал) — Москва (Павелецкий вокзал) |

| Сезонное обращение поездов | Сезонное обращение поездов | Сезонное обращение поездов | Сезонное обращение поездов |
| № поезда                   | Маршрут движения           | № поезда                   | Маршрут движения           |
| -------------------------- | -------------------------- | -------------------------- | -------------------------- |
| 481                        | Москва — Новороссийск      | 482                        | Новороссийск — Москва      |
| 517                        | Москва — Анапа             | 518                        | Анапа — Москва             |
| 547                        | Москва — Сухум             | 548                        | Сухум — Москва             |